# Sampacho
Sampacho är en ort i Argentina.   Den ligger i provinsen Córdoba, i den centrala delen av landet, 600 km väster om huvudstaden Buenos Aires. Sampacho ligger 513 meter över havet och antalet invånare är 7 238.
Terrängen runt Sampacho är platt. Runt Sampacho är det glesbefolkat, med 13 invånare per kvadratkilometer.. Det finns inga andra samhällen i närheten.
Trakten runt Sampacho består till största delen av jordbruksmark.